# Ceramidia phemonoides
Ceramidia phemonoides là một loài bướm đêm thuộc phân họ Arctiinae, họ Erebidae.